# Loška Gora (Radeče, Slovenija)
Loška Gora je naselje u slovenskoj Općini Radeču. Loška Gora se nalazi u pokrajini Štajerskoj i statističkoj regiji Savinjskoj. 

## Stanovništvo
Prema popisu stanovništva iz 2002. godine naselje je imalo 5 stanovnika.